# 번안소설
번안소설(飜案小說)은 외국작품에서 그 내용이나 줄거리는 그대로 두고 풍속·지명·인명 등을 자기 나라에 맞게 고쳐서 번역한 소설을 말한다.

## 개념
일반적으로 ‘번안’이라는 용어는 번역·표절 등과 혼돈되어 사용되기 쉬우나, 원작을 이용하는 방법이나 개작자의 창조성 여부에 따라 번역은 외국작품을 자기 나라의 말로 그대로 바꾸는 것이고, 표절은 남의 작품의 일부를 자기의 것으로 몰래 따오는 것이다. 

## 한국의 번안소설
한국의 번안소설 가운데 대표적인 것으로 고려시대에는 〈태평광기(太平廣記)〉에서 비롯된 가전(假傳)의 번안이 있었고, 조선시대에는 중국의 〈삼언이박(三言二拍)〉에서 비롯된 번안이 있다. 
개화기에는 창가나 신소설이 나오기 이전에 외국의 작품을 국문으로 번역한 작품이나 번안소설이 그 준비과정으로서 먼저 나타났다. 일본이나 서양문학을 원전으로 번안이 이루어졌다. 1898년 이해조의 역술로 나온 《철세계》는 최초의 번안소설이며, 신소설 이전에 출현한 것이다. 《철세계》가 번안되기 이전에 이미 성경과 찬송가의 한국어 번역이 이루어졌고, 문학적인 작품으로는 1895년 선교사 게일(J. S. Gale)에 의해 존 버니언의 《천로역정》이 한국어로 번역되었다. 그 후 1907년 번간의 정치소설 《서사건국지》는 초기의 신소설에 영향을 주었고, 계속하여 번안소설은 스에히로 데스초오(末廣鐵腸)의 〈설중매〉를 번안한 구연학의 《설중매》를 비롯하여 오자키 고요(尾崎紅葉)의 〈곤지키야샤(金色夜叉)〉를 번안한 조중환의 《장한몽》, 《쌍옥루》, 《불여귀》, 이상협의 A. 뒤마의 〈몬테크리스토 백작〉을 번안한 《해왕성》, 《재봉춘》, 《정부원》, 민태원의 《무쇠탈》 등 외국작품이 번안되어 일반에게 널리 읽혀졌다. 이 번안소설은 신소설과 거의 때를 같이하여, 그 내용도 유사한 것이 많다. 이러한 번안소설에 대해서 외국문학의 모방이나 전통의 단절로 보는 부정적인 견해와 비교문학적 관심에서 그 가치를 인정했던 긍정적인 견해가 있다.

### 작가와 작품

#### 천로역정
영국의 목사이며 소설가인 존 버니언이 지은 우화. 성서에서 따온 간결한 말과 변화성 있는 인물과 장면이 생생하게 묘사되어 근대소설의 모태로서의 의의가 크다. 한국에서는 1895년(고종 32) 영국의 선교사 게일에 의해 국문으로 번역되어 널리 읽혀졌다.

#### 철세계
이해조가 지은 번안소설. 프랑스의 작가 쥘 베른의 소설 인도 왕비의 유산을 번안한 것으로 과학의 놀라움과, 근대문명의 계몽을 꾀한 소설.

#### 서사건국지
박은식(朴殷植)의 번안으로 1907년 매일신보에 연재된 장편소설. 문장은 한문에 토를 단 정도이고 내용은 실러의 원작 희곡 《빌헬름 텔》을 중국 정철관(鄭哲寬)이 개작한 것을 대본으로 하여 중역 서술한 것.

#### 설중매
1908년(융희 2) 구연학이 지은 번안소설. 이는 일본 작가 스에히로 데스초오(末廣鐵腸)가 개화·계몽사상을 고취하기 위해 쓴 정치소설 〈설중매〉를 번안한 것이다.

#### 구연학
신소설 작가. 1908년 번안소설 《설중매》를 발표하여 개화기 소설에 큰 영향을 주었으며 약간의 정치 논설도 발표했다.

#### 조중환
신소설 작가. 서울 출생. 호는 일재(一齋). 신소설 《국(菊)의 향(香)》, 《단장록》, 《비봉담》 등을 냈고, 번안소설로서 《장한몽》, 《불여귀》, 《쌍옥루》 등을 내었다. 대개 일본 작품을 번안했다. 윤백남(尹白南)과 극단 '문수성(文秀星)'을 창립했고, 최초의 희곡 《병자 삼인》을 1912년에 <매일신보>에 연재했다.

##### 장한몽
일본 작가 오자키 고요의 《금색야차(金色夜叉, 곤지키야샤)》를 번안한 것. 연애소설로 한국에 유행되어 사랑에 대한 새로운 풍조를 일으켰고, 남녀 주인공인 이수일과 심순애의 이름이 널리 알려졌다.

##### 불여귀
일본 작가 도쿠도미 로카가 지은 가정소설 《불여귀》를 번안·개작한 것으로 1910년대 신파극의 대본으로 무대에 상연되었다.

##### 쌍옥루
조중환이 지은 번안소설. 일본 작가 기쿠치 유호의 《나의 죄》를 번안·개작한 것으로 《매일신보》에 연재되었다. 이 작품은 연극 대본으로 무대에 상연되기도 했다.

#### 이상협
언론인·소설가. 호는 하몽(何夢). 일본 게이오 대학에서 수업. 초기에는 매일신보사 기자로 활약. 《해왕성》, 《정부원》, 《재봉춘》 등을 번안하였고, 《눈물》, 《정조원》 등 신소설도 창작했다.

##### 해왕성
1915년 매일신보에 연재되었고, 내용은 뒤마(페르)의 《몽테 크리스토 백작》을 번안한 것.

##### 정부원
1914년 매일신보에 연재된 번안소설. 내용은 일본 개화기 작가 쿠로이와 루이코(黑岩淚香)의 《사소주》를 번안한 것.

##### 재봉춘
1912년에 일본 작가의 원작 《상부린》을 번안한 것으로 연극으로서 무대에 상연되기도 했다.

#### 민태원
소설가·번역가·언론인. 호는 우보(牛步). 충남 서산(瑞山) 출생. 작품에 번안소설 《무쇠탈》, 《서유기》, 《부평초》(〈집 없는 아이〉의 번안), 《애사》, (《레미제라블》의 번안) 등이 있다.

##### 무쇠탈
원작인 포르튀네 뒤 부아고베의 《철가면》을 번안한 것이다.